# 蟲鳴漫錄
《蟲鳴漫錄》是清代采蘅子作品，共二卷，多記男女性事。

## 內容主旨
《虫鸣漫录》記載許多性心理學或性虐待、性經驗，如記男人得馬上風，因做愛致死。《蟲鳴漫錄》又描寫一名少女两腿骑在锄柄時，導致處女膜破裂，血流在鋤柄上。有一老人看到後，便將鋤頭收藏。后来少女出嫁時，新婚之夜未落红。丈夫打算休掉新娘子。老人便提著鋤頭趕到，幫新娘子昭雪冤屈。《蟲鳴漫錄》亦記有人因誤食蛇涎的食物，而治愈痲瘋病。